# 에이트킨 센터
에이트킨 센터(Aitken Centre)은 캐나다 뉴브런즈윅주 프레더릭턴에 위치한 실내 경기장이다. 과거 AHL 프레더릭턴 익스프레스와 프레더릭턴 커네이디언스의 홈경기장으로 사용했다.